# Въоръжени сили на Сан Марино
Въоръжените сили на Сан Марино (на италиански: Forze Armate Sammarinesi) са държавната структура, натоварена от Конституцията на страната с опазването на суверенитета и териториалната цялост на Републиката. Съставени са от три професионални и една резервистка структури. Сан Марино е четвъртата най-малка по територия страна в света (трета, ако се броят териториалните води на Науру), изцяло заобиколена е от Италия и по тази причина зависи почти напълно от нея за своята сигурност (подобно на ситуацията между Монако и Франция). По тази причина реалните военни функции на въоръжените ѝ сили са почти напълно церемониални, а основните им задачи са по-скоро във функцията на опазване на обществения ред, гранична охрана и митнически контрол. Със своето общо население от около 37 000 жители Сан Марино разполага съответно и с едни от най-малките въоръжени сили в света.

## Организация
Изпълнителната власт на Република Сан Марино (правителството) е съставена от 11 държавни секретариата. Сред тях няма такъв за отбрана и въоръжените сили влизат в ресора на Държавния секретариат за външни и политически работи (Segreteria di Stato per gli Affari Esteri e Politici).
Военен съвет (Congresso militare (CM))
Военният съвет е висшият команден орган на въоръжените сили на Сан Марино. Той е подчинен на Държавния секретариат за външни и политически работи и ръководи дейността както на редовните военни подразделения, така и на милицията.
- Висше командване на милицията (Comando superiore delle milizie (CSM)) – висшето оперативно командване за всички военни подразделения – редовни и резервни
  - Главен щаб (Stato maggiore (SM))
  - Гвардия на Великия и генерален съвет / Почетна гвардия (Guardia del Consiglio Grande e Generale (GCGG) / Guardia d’Onore) – почетна гвардия на парламента на Сан Марино, формирана през 1740 г., телохранители на неговите членове, почетна гвардия на националните празници и особено тържествени събития. Основно военно-церемониална част, численост около 60 души.[2]
  - Гвардия на Скалата (Guardia di Rocca), или гвардия на двореца на Скалата – почетна гвардия на Обществения дворец (Palazzo Pubblico) – най-важната сграда в Сан Марино, център на държовността, седалище на двамата капитан-регенти (колективен държавен глава), Великия и генерален съвет (парламента на Сан Марино), Съвета на дванадесетте (върховния касационен съд) и Държавния конгрес (правителството). Охраната на Двореца и тържествената смяна на караула са най-вече протоколни задачи и основните функции на Гвардията на Скалата са най-вече като гранична охрана на Сан Марино и митнически и паспортен контрол [3] под юрисдикцията на Държавния секретариат за финанси и бюджет (Segreteria di Stato per le Finanze e il Bilancio). Според законите на Сан Марино членовете на това подразделение са едновременно военнослужещи и офицери на криминалната полиция (Polizia doganale e giudiziaria – митническа и съдебна полиция). Гвардията включва две подразделения:
    - Гвардия на Скалата – Униформено ядро (Guardia di Rocca Nucleo Uniformato (GRNU)) – основната част на Гвардията, съставено от около 40 души.
    - Гвардия на Скалата – Артилерийска рота (Guardia di Rocca Compagnia di Artiglieria (GRA)) – за разлика от Униформеното ядро, това подразделение също е униформено, но е чисто церемониално и задачата му е да стреля със старовремското оръдие с предно пълнене, разположено пред Обществения дворец. Въпреки наименованието си то е далеч по-малобройно от рота и не изпълнява функциите на гранична охрана и съдебна полиция както Униформеното ядро. Съставена е от около 45 души, Ротата е подразделението на Гвардията на скалата, съставено от резервисти.

  - Жандармерийски корпус на Република Сан Марино (Corpo della gendarmeria della Repubblica di San Marino) – част от въоръжените сили, това подразделение всъщност е основната полицейска служба на Републиката, тъй като Цивилната полиция на Сан Марино в действителност изпълнява спомагателните функции, характерни за общинска полиция в големите италиански градове. Създаден е през 1824 г.[4] Функциите и статуса на Жандармерията почти изцяло се припокрива с италианския Корпус на карабинерите, а различното наименование идва от отделното политическо развитие на Италия и Сан Марино. Корпусът включва около 90 души. В преките си функции Жандармерията е на двойно подчинение на външния и вътрешния секретариат.
  - Национален централен офис на Интерпол (Ufficio centrale nazionale Interpol) – Цивилната полиция е под юрисдикцията на Държавния секретариат за вътрешни работи (Segreteria di Stato per gli affari interni), а неговите функции са по-скоро свързани с администрацията и местното самоуправление. От друга страна въоръжените сили на Сан Марино са под юрисдикцията на Държавния секретариат за външни и политически работи и Сан Марионо е член на организацията Интерпол. По тази причина местният офис е подчинен на него, а не на вътрешния секретариат.[5]
  - Униформена рота на милицията (Compagnia uniformata delle milizie (CUM)) – създадена през 1843 г., тази рота най-близко се доближава до функциите на въоръжени сили. Съставена е от доброволци-резервисти под командването на капитан, които се обучават да боравят с леко стрелково оръжие и в пехотни тактики.
    - Военен оркестър на Република Сан Марино (Banda militare della Repubblica di San Marino) – съставен от 60 музиканти, подчинен на Униформената рота на милицията.

  - Военномедицинска служба (Servizio sanità militare (SSM))